# 溶解平衡

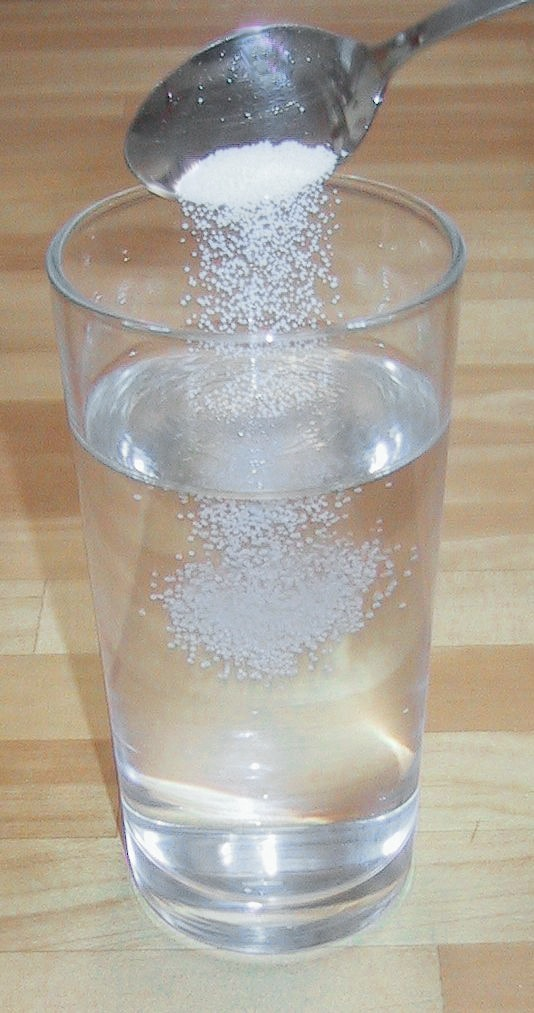
食盐（氯化钠）易溶于水

溶解平衡是一种关于化合物溶解的化学平衡。溶解平衡能作用于化合物的应用，并且可以用于预测特定情况下化合物的溶解度。
溶解的固体可以是共价化合物（有机化合物：糖和无机化合物：氯化氢）或离子化合物（如食盐，即氯化钠），它们溶解时的主要区别是离子化合物会在溶于水时电离为离子（部分共价化合物亦可，如醋酸、氯化氢、硝酸、醋酸铅等）。水是最常用的溶剂，但同样的原则适用于任何溶剂。
在环境科学中，溶解在水中的全部固体物质（无论是否达到饱和）的浓度被称为总溶解固体（TDS）。

## 非离子化合物
有机固体的溶解平衡是其固态部分与溶解部分之间的平衡：
{\displaystyle \mathrm {{C}_{12}{H}_{22}{O}_{11}} (s)\rightleftharpoons \mathrm {{C}_{12}{H}_{22}{O}_{11}} (aq)}
而平衡表达式可以如下所写（这适用于任何此类反应）：
{\displaystyle K={\frac {\left\{\mathrm {{C}_{12}{H}_{22}{O}_{11}} (aq)\right\}}{\left\{\mathrm {{C}_{12}{H}_{22}{O}_{11}} (s)\right\}}}}
K是平衡常数，花括号代表相应物质的活度，而根据定义，固体物质的活度是1。如果离子氛之间的作用可以忽略（一种常见的情形是溶液的浓度极低时），则活度也可用浓度代替：
{\displaystyle K_{s}=\left[\mathrm {{C}_{12}{H}_{22}{O}_{11}} (aq)\right]\,}
方括号代表摩尔浓度（通常用M表示）。
这个表达式是说在达到溶解平衡时，水中含有的已溶解的糖的浓度等于K。在25℃时，当标准浓度为1mol/L时，蔗糖的K=1.971，这是在25℃时能溶解的蔗糖的最大量，这时的溶液被称为“饱和的”。如果当前溶液浓度低于饱和浓度，固体会继续溶解直到两者相等或所有固体均已经溶解；如果当前溶液浓度高于饱和浓度，这时的溶液是“过饱和的”，溶液中的蔗糖将会以固体形式析出，直到两者相等。这个过程可能是缓慢的，但是平衡常数描述的是体系平衡时的状态，不是体系达到平衡的速度。

## 离子化合物
离子化合物在溶解时通常会发生电离，即在水的作用下解离为离子。例如硫酸钙：
{\displaystyle \mathrm {CaSO} _{4}(s)\rightleftharpoons {\mbox{Ca}}^{2+}(aq)+{\mbox{SO}}_{4}^{2-}(aq)\,}
对上例而言，平衡表达式为：
{\displaystyle K={\frac {\left\{{\mbox{Ca}}^{2+}(aq)\right\}\left\{{\mbox{SO}}_{4}^{2-}(aq)\right\}}{\left\{{\mbox{CaSO}}_{4}(s)\right\}}}}
K被称作平衡常数，而花括号代表活度。固态物质的活度，根据定义，等于1。当溶液的浓度极低，即离子的活度可以看做1时，这个表达式可以改写为以下的“溶度积”表达式：
{\displaystyle K_{\mathrm {sp} }=c({Ca}^{2+}(aq))\cdot c({SO}_{4}^{2-}(aq)).}
这个表达式说明了硫酸钙的水溶液达平衡时，由硫酸钙电离出的两种离子浓度的乘积等于Ksp，即溶度积。硫酸钙的溶度积为4.93×10−5。如果溶液中只含硫酸钙，即只含由其电离出的Ca2+和SO42−，那么每种离子的浓度为：
{\displaystyle {\sqrt {K_{\mathrm {sp} }}}={\sqrt {4.93\times 10^{-5}}}=7.02\times 10^{-3}=c({Ca}^{2+})=c({SO}_{4}^{2-}).}
当一种溶质电离为计量数不相等的几部分时：
{\displaystyle \mathrm {Ca(OH)_{2}} (s)\rightleftharpoons {\mbox{Ca}}^{2+}(aq)+{\mbox{2OH}}^{-}(aq)\,},
Ksp的确定会稍有复杂。对于如下电离过程：
{\displaystyle \mathrm {A} (s)\rightleftharpoons {\mbox{xB}}^{p+}(aq)+{\mbox{yC}}^{q-}(aq)\,}
溶度积和溶解度的关系由以下方程确定：
{\displaystyle {\sqrt[{n}]{K_{\mathrm {sp} } \over {x^{x}\cdot y^{y}}}}={C \over M_{M}}}
其中：
- n是电离方程右边的总计量数（对上例，x+y），无量纲；
- x是所有阳离子的总计量数，无量纲；
- y是所有阴离子的总计量数，无量纲；
- Ksp是溶度积，(mol/kg)n；
- C是化合物A的溶解度（A的质量比溶液的质量），无量纲；
- MM是化合物A的摩尔质量，kg/mol。

上述方程假设电离过程发生在纯溶剂（无同离子效应发生），亦不存在络合和水解（即溶液中只存在Bp+和Cq-），且浓度小到离子活度可被认为等于1。

### 同离子效应
同离子效应是指溶解平衡依据勒沙特列原理发生的移动。在上例中，如向饱和的硫酸钙溶液中加入硫酸根离子（即加入易溶的硫酸盐，如硫酸钠等）会造成硫酸钙沉淀，直到离子浓度的乘积再次满足溶度积为止。

### 盐效应
盐效应 是指溶液中存在的其它盐，即使没有相同的离子，也会对离子强度造成影响，进而影响离子活度。因此即使Ksp保持不变，溶解度也会发生改变（默认固体的活度依旧为1）。

### 状态效应
在电离时，离子化合物通常解离成组成它们的离子，但这些离子在溶液中可能发生其它反应而改变他们的状态。在这类反应发生时，即使溶度积保持不变，溶解度也总会增加。例如碳酸钙的溶解平衡可表示为：
{\displaystyle \mathrm {CaCO} _{3}(s)\rightleftharpoons {\mbox{Ca}}^{2+}(aq)+{\mbox{CO}}_{3}^{2-}(aq)\,}
{\displaystyle K_{\mathrm {sp} }=\left[{\mbox{Ca}}^{2+}(aq)\right]\left[{\mbox{CO}}_{3}^{2-}(aq)\right].\,}
如果溶液的pH适合，碳酸根有可能变为碳酸氢根，那么固体的溶解度将会增加以确保溶度积保持不变。
相似地，如果一种络合剂（如EDTA）存在，溶解度亦会增加，因为钙离子会和EDTA发生配位，而配位的钙离子是不能参与溶解平衡的。
要正确地从溶度积推算溶解度，离子在溶液中可能发生的反应需要已知。如果没有这样做，推算可能会出现极大的误差。

### 相效应
平衡被定义为针对特定的物相，因此，对于固体的不同相态，溶度积一般是不同的。例如，即便文石和方解石具有相同的化学性质（均为碳酸钙），它们还是有不同的溶度积。然而，在一定条件下，由于热力学因素，只有一个相态会是稳定的，因此这一相态会进入真正的平衡。

### 粒子尺寸效应
溶解度常数在热力学上定义作大的单晶参与平衡时的常数。当溶质粒子变小时，溶解度会增加，因为有额外的表面积能作用。这种效应通常很小，除非溶质颗粒变得非常小（接近于微米数量级）。粒子半径对溶解度的影响如下所示：
{\displaystyle \log(^{*}K_{A})=\log(^{*}K_{A\to 0})+{\frac {2\gamma A_{m}}{3\ln(10)RT}}}
在此，{\displaystyle ^{*}K_{A}}是当溶质粒子摩尔表面积为A时的溶解度常数，{\displaystyle ^{*}K_{A\to 0}}是当溶质粒子摩尔表面积趋于0时的溶解度常数（例如当溶质粒子非常大时），γ是溶质离子在溶剂中的表面张力，Am是溶质的摩尔表面积（m2/mol），R是理想气体常数，T是绝对温度。.

## 溶解度常数
大量化合物的溶解度常数已经通过实验确定，对于离子化合物，更常见的是溶度积。浓度单位除非另有说明均为摩尔，有时溶解度的单位也可能是g/L。
在25℃一些物质的溶解度常数：
- 碳酸钡: 2.60×10−9
- 氯化亚铜: 1.72×10−7
- 硫酸铅: 1.81×10−8
- 碳酸镁: 1.15×10−5
- 氯化银: 1.70×10−10
- 溴化银: 7.7×10−13
- 氢氧化钙: 8.0×10−6